# Александријска медицинска школа
Александријска медицинска школа једна је од најстаријих емпријских образовних установа у историји медицине зачета у периоду хеленизма на простору античке Грчке у граду Александрији 311. п. н. е. У једном историјском моменту сјединиле су на на простору Египта све различите медицинске доктрине која су потекле са истока и у Александрији (која је све више личила на један космополитски град), спојиле у једну свеопшту „критичну масу знања” Александријску емпиријску школу. И док се Александријска школа све више развијала Медицинске школе у Кнососу и Книду временом су изгубиле своје значење.

## Историја
Грчки град Александрију на ушћу Нила, је планирао и основао Александар Велики 331. п. н. е., и у њему концентрисао културна струјања из разних крајева: мистицизам Истока и грчки рационализам, у богатој библиотеци, са око 700.000 писаних ролни (ризницу целокупног дотадашњег људског знања, најбогатијег на свету). Тако је Александрија са својим школама, била нека врста универзитета у коме су се окупљали и радили најистакнутији писци, лекари, научници, и филозофи из тадашњег историјског периода.
Древни Грци су Египат изузетно ценили и у њему су видели тајанствену земљу, веома плодну скривеним мудростима. У једном моменту сјединиле су на на простору Египта све различите медицинске доктрине која су потекле са истока и у Александрији (која је све више личила на један космополитски град), спојиле у једну свеопшту критичну масу знања.
У Александрији посебан значај дат је изучавању медицини. Проучавала су се медицинска дела Хипократа и Аристоте, и први пута скупљена колекција „Corps Hipoccraticum“. Уводи се по први пут анатомија и методичка студија људских лешева.

### Развој анатомије и физиологије
Како је медицинска наука античке Грчке запала у политичку декаденцу и назадовање — на овом простору обновљен је научни рад, посебно у области анатомије: раде се бројне секције на лешевима, па чак и вивисекције на осуђеницима на смрт.
Најсјајнији анатоми и лекари Александријске школе били су Херофил и Еразистрат.
Херофил
Иако се Херофил (око 300. п. н. е) сматра оснивачем праве анатомије, он се свестрано залаго и за примену лекове. Анатомски је проучавао све органе у телу, а мозак је сматрао средиштем живаца и носиоцем душе.
Херофил је такође био не само велика анатом већ и један од великих лекара те школе. Он је описа и бројне мождане структуре, које је назива мождане овојнице, хороидни плексус и четири мождане коморе.
Еразистрат
Еразистрат (304—250. п.н.e) грчки лекар, одрастао у Антиохији, био је велики анатом, оног доба, који је описао бројне анатомске структуре човековог тела. Био је млади савременик Херофила и заједно са њим главни представник александријске медицинске школе.
Системски је сецирао лешеве, на смрт осуђене злочинце, а вероватно и тела живих живиотиња, и тако научно унапредио анатомију. Описао је срце и његове залистке, крвне судове и нерве, мозак и његове коморе и вијуге, излазишта можданих нерава, лимфне судове у мезентеријуму и јетри.
Ипак највеће Еразистратове заслуге су на подручју физиологије. Он је први исправно описао физиолошке функције вентрикуларних срчаних залистака. Под утицајем Демокрита атомистике и перипатетичке школе настојао је да све животне појаве протумачи на строго механички начин. По његовом мишљењу кроз цео организам пролазе и повезују га три система канала: артерије, вене и живци; прве воде пнеуму, друге крв, а треће нервни флуид. Таласање пнеуме по њему сводио се на механички рад срца.
Покушао је и да мехничким принципима објаснити дисање и варење. Први је спознао разлику између моторних и сензорних нерава, а „избацо је“ Хипократово учење, и залагао се за примену слабих лекова.
Еразистат је одбацио хуморалнуи патологију „четири сока”, полазећи од става да су болести последица накупљања крви (плеторе) или њеног недостатака у неком делу тела, који је имао за последицу хуморалну дискразију. По њему плетора је препуњеност вена крвљу, која прелази у артерије и тамо механички истерује пнеуму.
Како је већину болести, Еразистрат сматрао да настају због преобилне исхране, он је предлаго да се против плеторе не користи толико пуштање крви колико пост.

### Развој хирургије и фармакологије
Александријска школа доводи до развоја хирургије и фармакологије. У њој се припремају лекови, али се истовремено истражују отрови и припремају противотрови.

### Оснивање емпиријске школе
Процват анатомије у александријској школи довео је до научних резултата који нису увек били у складу са хипотезама догматске школе. Као реакција на стерилни догматизам настала је у 3. в.п. н. е у Александрији тзв. емпиријска школа која је напустила претпоставке, филозофију и теорију, држећи се само искустава (емпирије) као јединога средства за стицање нових, позитивних сазнања.
Глауцко Таренцио
У Александрији се паралелно развија емпиристичка школа. Иако ће емпристички начин учења добити на значају тек у 17. веку кад се од лекара све више почиње да тражи успех у раду, а не теоријско знање, пре трагове овог учења налазимо у делима лекара Александријске школе. Њен главни представник био је лекар  Глауцко Таренцио  ( 1. век п. н. е.) за кога се може рећи да је био претходник медицине утемељене на доказима.
За њега су били поуздана основа једино резултати; стечени личним искуством, или искустваом других лекара или слична аналогија кад није поседовао претходне податаке за упоређивање из сопственог или туђег искуства.
Од осталих великана ове школе треба поменути и Орибазијеа (6. век), који је написао сабрана дела о медицини у 70 књига и Павла из Егине (7. век, најистакнутији представник византијске хирургије.
Недостаци емпиријске школе
Емпиријска школа имала је своје негативне стране. Напуштање теорије узроковало је пад научног нивоа медицине, која се све више почела посвећивати искључиво практичним проблемима. Нестала је повезаност између физиологије и патологије, и на крају су за лекара тога доба били важни само спољни знаци болести, симптоми.

### Александријска медицинска школа зачетник медицинске астрологије
Зачетке медицинске астрологије налазимо делима лекара и филозофа из грчко-александријског периода. Филозофи, али пре свега лекара Александријске медицинске школе посезали су за астрологијом и ценили је као умеће које значајно помаже човеку.
Уз све разлике између астрологије и медицине, које су заправо умећа - artes (а медицина је то заправо све до 19. века, премда се о таквом њеном одређењу и данас воде жустре расправе), постоје значајне везе. Обе се дисциплине темеље се на посматрању и искуству и укључују теоријски и практични аспект. Ако уважимо чињеницу да је астрологија пре свега грана дивинације, дакле прорицања, јасно је да је бар један део медицине, тј. прогностика, може довести у везу са астрологијом. Ако се међутим осврнемо на историју медицине и пођемо од грчке медицине, видећемо да је према многим изворима већ од Хипократа (који је уважавао многа астролошка правила) астрологија кроз историју медицине представља њен значајан део.
На улоге астрологије у медицини, указује велика групау текстова тзв. популарног херметизма, списа приписана легендарним Египћанима Нехепсу и Петозирису и Хермесу Трисмегистосу (који се сматрао заштитником астрологије и алхемије), датирана већ у 3. веку п. н. е., у којима је откривена веза између астрологије и медицине. У њиховим делима ради се углавном о текстовима који прорађују подручје ботанике, минерологија, али и медицине и медицинске астрологије. У њима се одређене лековите биљке и минерали, али и делови људског тела повезују са знаковима зодијака, с планетама и њиховим међусобним положајима итд. У свим тим астролошко-алхемијско-магијским трактатима основна претпоставка је теза о међусобној повезаности свих делова космоса, теза о деловању закона симпатије и антипатије.
Астрологија притом има важну улогу у медицини, не само у предвиђању тока болести, већ и у њихоовом лечењу. Веза између астрологије и медицине наглашена је и у делима Клаудија Птолемеја (2. век), нарочито у онима у којима из астрологије, попут Quadripartituma i Centiloquiuma – дела, које су обилно користили и лекари, а које су постојала и под називом Кαρπος, и које му се приписивала и умножавала кроз читав средњи век и ренесансу (касније се међутим та атрибуција показала неисправном).

## Губитак значаја школе
Преласком Египта у статус Римске провинције и пада Александрије у руке Сарацена (641. године), Александријска медицинска школа постепено је губила на значају, а развијало се и златно доба медицине у Риму.